# Ben Folds Live
Ben Folds Live är ett livealbum av den amerikanska pianorockaren Ben Folds, släppt den 8 oktober 2002.
Albumet spelades in våren och sommaren 2002 på olika platser i USA under turnén Ben Folds and a Piano Tour.
En specialutgåva hade en bonus-dvd med ytterligare liveframträdanden och en film av när omslagsbilden togs, där publiken på uppmaning ger Folds fingret och skriker "Ben Folds sucks!".
L:et i Ben Folds Live på omslaget är egentligen ett uppochnedvänt F, som om det stått Ben Folds Five.
Tiny Dancer är en cover, ursprungligen gjord av Elton John.

## Låtlista

### Originalutgåvan
| Nr  | Titel                                                                             | Längd | Kompositör      |
| --- | --------------------------------------------------------------------------------- | ----- | --------------- |
| 1.  | One Angry Dwarf and 200 Solemn Faces (Live at 9:30 Club, Washington, DC 6/12/02)  | 4:17  | Folds           |
| 2.  | Zak and Sara (Live at The State Theatre, Portland, ME 6/10/02)                    | 3:24  | Folds           |
| 3.  | Silver Street (Live at Clutch Cargo's, Pontiac, MI 6/25/02)                       | 3:41  | Folds           |
| 4.  | Best Imitation of Myself (Live at Roseland Ballroom, New York, NY 6/13/02)        | 3:13  | Folds           |
| 5.  | Not the Same (Live at Calvin Theatre, Northampton, MA 6/7/02)                     | 4:31  | Folds           |
| 6.  | Jane (Live at 9:30 Club, Washington, DC 6/12/02)                                  | 2:34  | Folds           |
| 7.  | One Down (Live at 9:30 Club, Washington, DC 6/12/02)                              | 4:03  | Folds           |
| 8.  | Fred Jones Part 2 (Live at The Fillmore, San Francisco, CA 3/25/02)               | 4:39  | Folds           |
| 9.  | Brick (Live at Roseland Ballroom, New York, NY 6/13/02)                           | 4:45  | Folds, Jessee   |
| 10. | Narcolepsy (Live at Roseland Ballroom, New York, NY 6/13/02)                      | 6:04  | Folds           |
| 11. | Army (Live at Roseland Ballroom, New York, NY 6/13/02)                            | 3:41  | Folds           |
| 12. | The Last Polka (Live at Clutch Cargo's, Pontiac, MI 6/25/02)                      | 3:55  | Folds, Goodman  |
| 13. | Tiny Dancer (Live at Newport Music Festival, Newport, RI 7/6/02)                  | 5:23  | John, Taupin    |
| 14. | Rock this Bitch (Live at Vic Theatre, Chicago, IL 3/2/02)                         | 1:17  | Folds           |
| 15. | Philosophy (inc Misirlou) (Live at Moore Theatre, Seattle, WA 3/20/02)            | 7:16  | Folds, Roubanis |
| 16. | The Luckiest (Live at Rococo Theatre, Lincoln, NE 6/23/02)                        | 4:39  | Folds           |
| 17. | Emaline (Live at XM Satellite Radio Performance Facility, Washington, DC 6/12/02) | 3:48  | Folds           |

### Bonuslåtar på japanska utgåvan
| Nr  | Titel                                                          | Längd | Kompositör |
| --- | -------------------------------------------------------------- | ----- | ---------- |
| 18. | Eddie Walker (Live at Roseland Ballroom, New York, NY 6/13/02) | 3:25  | Folds      |
| 19. | Bizarre Christmas Incident                                     | 2:25  | Folds      |

## Medverkande
- Ben Folds - Piano, sång
- Dennis Elsas - Introduktion på 1.
- John McCrea - Bakgrundssång på 8.

## Listplaceringar
- - 60[1]